# Tata, Ungaria
Tata (în latină Dotis) un oraș din Ungaria din comitatul Komárom-Esztergom

## Așezare
Dincolo de Dunăre în partea de nord, punctul cel mai înalt al orașului este Kálvária-domb, cu o altitudine de 120 de metri. Punctul cel mai jos este Fényes-fürdő 120 metri. Distanța față de Budapesta este 60 de kilometri, orașul fiind legat de capitală prin autostrada M1, care leagă Budapesta de Viena.

## Istoria
Practic, regiunea a fost în mod continuu nelocuită datorită pădurilor și izvoarelor sale de apă termală.
Ocupanții celei mai importante baze militare ale Imperiului Roman, Brigetio (Oszony), au condus apa la casele lor de la izvoarele din Tata. Castelul din Tata este o construcție istorică remarcabilă ce a fost construită pe o stâncă între 1397–1409, înconjurată de ape și mlaștini. Castelul a înflorit în timpul domniei regelui Sigismund de Luxemburg și a lui Matia Corvin, el fiind o reședință de vară dar mai târziu și alți potentați ai vremii au petrecut mult timp acolo.

## Demografie
Componența etnică a orașului Tata
     Maghiari (94,09%)
     Germani (2,99%)
     Necunoscut (1,1%)
     Alții (1,83%)
Componența confesională a orașului Tata
     Romano-catolici (32,66%)
     Fără religie (19,92%)
     Reformați (14,2%)
     Atei (1,89%)
     Luterani (1,48%)
     Necunoscută (29,4%)
     Alte religii (1,6%)
Conform recensământului din 2011, orașul Tata avea 22.754 de locuitori. Din punct de vedere etnic, majoritatea locuitorilor (94,09%) erau maghiari, cu o minoritate de germani (2,99%). Apartenența etnică nu este cunoscută în cazul a 1,1% din locuitori. Nu există o religie majoritară, locuitorii fiind romano-catolici (32,66%), persoane fără religie (19,92%), reformați (14,2%), atei (1,89%) și luterani (1,48%). Pentru 29,4% din locuitori nu este cunoscută apartenența confesională.

## Legături externe
- Tata la funiq.hu